# Anton Pengov
Anton Pengov, slovenski politik, * ?.
Med 15. julijem in 18. novembrom 1993 je bil državni sekretar Republike Slovenije na Ministrstvu za finance Republike Slovenije.